# 江端英久
江端 英久（えばた ひでひさ、1968年2月9日 - ）は、千葉県出身の俳優、声優。今井事務所所属。かつては劇団七曜日、星屑の会に所属していた。
身長171cm。体重65kg。血液型A型。特技はマラソン、三線、剪定作業。
明治大学文学部演劇専攻卒業。

## 出演

### 映画
- 白衣と人妻 したがる兄嫁（1998年） - 主演
- 痴漢の指 背徳の美人秘書（1998年）
- 菊次郎の夏（1999年） - テキ屋 役
- したがる兄嫁2 淫らな戯れ（1999年）
- 新・したがる兄嫁 ふしだらな関係（2001年）
- コンセント（2002年）
- ハレンチ・ファミリー 寝ワザで一発（2002年） - 大矢 役
- OL発情 奪う!（2002年） - 川田 役
- Dolls（2002年） - 公園のサラリーマン 役
- 中村あみ お願い汚して（2003年） - 高橋修 役
- 痴漢義父 息子の嫁と…（2003年） - 岡宮秀夫 役
- 真昼の不倫妻 美女の快楽（2003年） - 三島達朗 役
- 座頭市（2003年） - 飲み屋の客 役
- 猥褻ネット集団 いかせて!!（2003年） - 大友寛司（ハンコ） 役
- ココロとカラダ（2004年） - 若い刑事 役
- 愛妻日記（2006年）
- tactics（2006年）
- 監督・ばんざい!（2007年）
- 相棒 -劇場版- 絶体絶命! 42.195km 東京ビッグシティマラソン（2008年） - 所轄の捜査員 役
- BADBOYS（2011年）
- バカリズム THE MOVIE（2012年）
- 走れ!T校バスケット部 （2018年） - 石橋校長 役
- 桃源郷的娘（2022年）

### テレビドラマ
NHK
- 大河ドラマ
  - 徳川慶喜（1998年）
  - 青天を衝け（2021年） - 柴田剛中 役
- 魔界探偵（2000年） - 近藤治人 役
- 凍える牙（2001年）
- 私の青空2002（2002年）
- そのまま!（2005年）
- 零戦 〜搭乗員たちが見つめた太平洋戦争（2013年）
- 平和の炎が灯った日〜開会式の舞台裏〜（2013年） - 山下誠一 役
- 1964から2020へ 願いは聖火に託された（2014年）
- 経世済民の男（2015年）
- クロスロード（2016年）
- 風の市兵衛（2018年） - 辰平

日本テレビ
- 火曜サスペンス劇場
  - 警視庁鑑識班（1998年）
  - 追跡（1998年）
  - 刑事・鬼貫八郎（2001年）
  - 臨床心理士（2001年）
  - 新・女検事 霞夕子（2002年）
  - 刑事・鬼貫八郎（2003年）
  - 十七年目の秘密 定時制教師石本歩（2004年）
  - 灯のあたる教室（2004年）
- 明日があるさ（2001年）
- 警視庁鑑識班2004（2004年）
- 一番大切な人は誰ですか?（2004年）
- DRAMA COMPLEX（2005年）

TBS
- 月曜ドラマスペシャル
  - 親子弁護士の探偵帖（1997年）
  - ファミリー（1999年）
  - 実演販売人・轟安二郎（2000年）
- 月曜ゴールデン
  - 探偵 左文字進（1999年）
  - 女タクシードライバーの事件日誌（2009年） - 西浦刑事 役
  - 上条麗子の事件推理（2011年） - 中原耕一 役
  - 十津川警部シリーズ（2011年） - 斎藤刑事 役
- 月曜ミステリー劇場
  - 十津川警部シリーズ（2003年） - 石田純 役
  - 湯の町コンサルタント2（2003年）
  - 110番通信司令官 秋月翔子 残された声の謎（2005年）
- 貞操問答（2005年）
- 水戸黄門（2009年） - 瀬川昌二郎 役
- ハンチョウ〜神南署安積班〜（2010年） - 川村幸次 役
- 水戸黄門（2011年） - 山崎 役
- 最愛 第4話（2021年11月5日）

フジテレビ
- 剣客商売（2004年）
- 金曜エンタテイメント
  - 浅見光彦シリーズ（2004年） - 前盛刑事 役
- 土曜プレミアム 3.20地下鉄サリン事件 15年目の真相 〜あの日、霞ヶ関で何があったのか〜（2010年）
- 金曜プレステージ
  - 死の三角地帯 〜奥会津隠れ里伝説殺人事件〜（2011年） - 松川 役
  - 鬼刑事 米田耕作（2013年） - 橋本刑事 役
- カスペ! 独占! 昭和芸能界の真実 アイドル発掘王・相澤秀禎 〜泣いて笑った最後の10日間（2013年）

テレビ朝日
- ガラスの仮面2（1998年）
- はみだし刑事情熱系（1998年）
- ニュースキャスター 霞涼子（1999年）
- 土曜ワイド劇場
  - 変装婦警の事件簿（2001年）
  - 相棒（2001年） - 医師 役
  - 華麗なる復讐（2004年）
  - 混浴露天風呂連続殺人（2004年） - 及川 役
  - 京都南署鑑識ファイル（2009年） - 八神隆太 役
  - おかしな刑事（2012年） - 白鳥光雄 役
  - おかしな刑事（2014年） - 天野 役
- 子連れ狼（2003年）
- スカイハイ（2003年）
- 生放送はとまらない!（2003年）
- 相棒
  - （2004年） - 児玉（刑務官） 役
  - （2005年） - 魚住次朗 役
  - （2017年） - 鑓鞍兵衛の秘書 役
  - （2022年） - 鑓鞍兵衛の秘書 役
- にんげんだもの〜相田みつを物語〜（2004年）
- 銭形平次（2005年）
- 京都地検の女（2007年） - 斎藤守 役
- 警視庁捜査一課9係
  - （2007年） - 阿川泰造 役
  - （2013年） - 山和 役
- 刑事一代 平塚八兵衛の昭和事件史（2009年）
- 臨場 続章（2010年） - 佐嶋刑事 役
- 刑事7人
  - （2015年） - 仲野刑事 役
  - （2020年） - 裁判長 役
- 特捜9 season2 第4話 （2019年5月1日） - 山川晃 役

テレビ東京
- 復讐するは我にあり（2007年）
- 月曜プレミア! 愛憎ミステリー「おね」（2010年） - 豊臣秀吉 役

BS-i
- コンセント（2001年）
- Pな彼女（2002年）
- ケータイ刑事 銭形愛（2003年）

BS11
- バブリシャスロード アニキと俺物語（2015年） - 佐竹信吾 役

WOWOW
- ドラマW 第三のミス 〜まず石を投げよ〜（2009年）

### テレビ番組
- 天才てれびくんMAX（2005年）
- わたしが子どもだったころ 俳優・宇梶剛士（2009年） - 宇梶順計 役
- 経済ドキュメンタリードラマ ルビコンの決断（2009年） - 杉本税理士 役

### オリジナルビデオ
- 処女教師（1998年）
- 更衣室の戯れ ゆれる美尻（2001年）
- 官能パニック 密室 大地震の夜（2003年）
- 集団自殺 最後の晩餐（2003年）
- 探偵報告 人妻不倫地帯 〜白昼のラブホテル〜（2004年）
- 怪談 〜病院怪談〜（2006年） - 足立正剛 役

### 劇場版アニメ
- 機動警察パトレイバー 2 the Movie（1993年）

### 舞台
- ある晴れた日の自衛隊（1996年）
- クレイジーホスト（1997年）
- 続・名古屋嫁入り物語（1998年）
- 次郎長漫遊記（1999年）
- 線香花火に月曜日（1999年）
- 前菜の野望（2000年）
- 『アシバー』沖縄遊侠伝（2000年）
- 人生悲喜劇（2000年）
- 分署物語II（2001年）
- 居残り佐平次 〜次郎長恋の鞘当て〜（2002年）
- ペンギンの庭（2002年）
- 燃えよ剣（2004年）
- 一天地六（2004年）
- 丹下左膳（2004年、2005年）
- 火焔太鼓（2005年）
- 分署物語4 〜かしらーなかっ!!〜（2005年）
- 熊（2005年）
- ヨイショ!の神様（2006年）
- パレード（2006年）
- おとうふ（2006年）
- 星屑の町 〜東京砂漠篇（2006年）
- 殿のちょんまげを切る女（2007年）
- うそつき弥次郎（2007年）
- きっと長い手紙 〜かもめ郵便局物語〜（2007年）
- 星屑の町 〜新宿歌舞伎町篇〜（2008年）
- 超恋愛喜劇3題（2008年）
- 悪戦（2009年）
- 更地2（2009年）
- 更地3（2010年）
- 更地4（2010年）
- ペテン・ザ・ペテン（2011年）
- 更地5（2011年）
- 後日、連絡します。（2011年）
- あかはな（2011年）
- 更地6（2012年）
- 月にゆく 〜かぐや姫再臨〜（2012年）
- ナイロンのライオン（2012年）
- 頭の鉢（2015年）
- 無心（2015年）
- 男が死ぬ日（2015年）
- 星屑の町 〜完結篇（2016年）
- アシバー（2016年）
- 縁 〜むかしなじみ〜（2016年）

### CM
- 明治製菓 うずまきアーモンド（2004年）
- パラマウント硝子工業株式会社 断熱材（2004年）
- 魚べい（2015年）

### Web
- 少女には向かない職業（2006年）